# Кюрментю
Курменты (кирг. Күрмөнтү) — село в Тюпском районе Иссык-Кульской области Киргизии. Входит в состав Сары-Булакского аильного округа. Код СОАТЕ — 41702 225 870 02 0.

## Население
По данным переписи 2022 года, в селе проживало 3 458 человек.

## Культура, достопримечательности
- Дом культуры в селе Курменты

## Образование
- Средняя школа имени Ж. Мукамбаева

## Промышленность
- Курментинский цементный завод — предприятие построено в 1954 году и специализировался на производстве цемента высших марок. Проектная мощность завода составляет 120 тыс. тонн цемента в год.[3]

## Известные жители и уроженцы
- Каракеев Курман-Гали Каракеевич — доктор исторических наук, академик АН Кыргызской Республики. Президент НАН Кыргызской Республики (1960-1978). Член-корреспондент АН СССР (1968) и РАН (1991).
- Мукамбаев Жээнбай[кирг.] — профессор, кандидат филологических наук, лексикограф и писатель.
- Алтыбасарова, Токтогон — председатель сельского совета в годы Великой Отечественной войны. Взяла на своё попечение 150 детей из блокадного Ленинграда.
- Карымшаков, Абдыкасым — Участник Великой Отечественной войны. Полный кавалер ордена Славы.